# Борунський монастир
Борунський монастир — монастир Чину святого Василія Великого, який існував у селі Боруни (нині агромістечко Боруни, Ошмянський район, Гродненська область, Білорусь) впродовж 1692―1839 років. Колишній монастирський храм Святих Апостолів Петра і Павла тепер належить до РКЦ. В костелі зберігається Борунська ікона Божої Матері.

## Історія

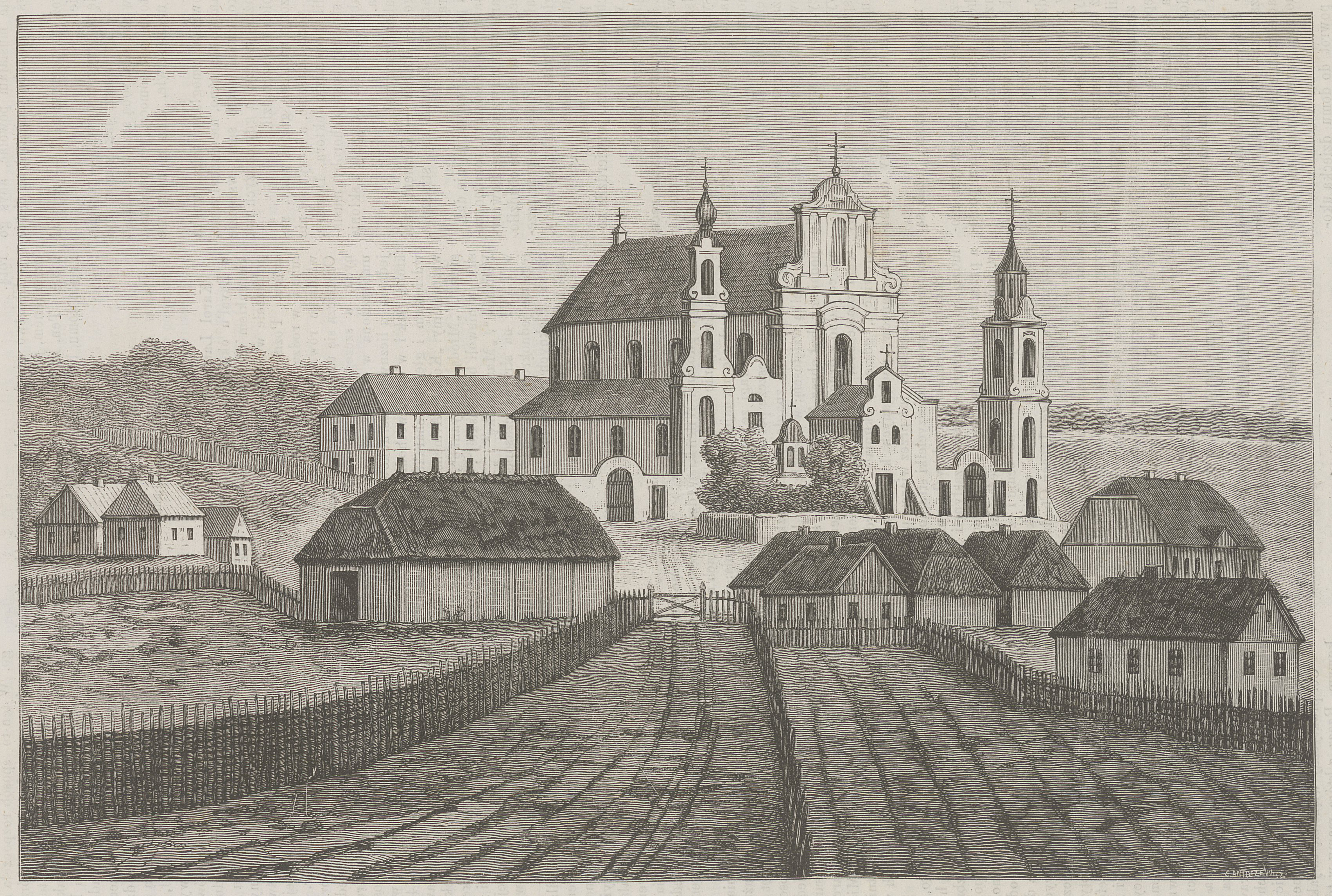
Борунський монастир. Рисунок Наполеона Орди. ХІХ ст.

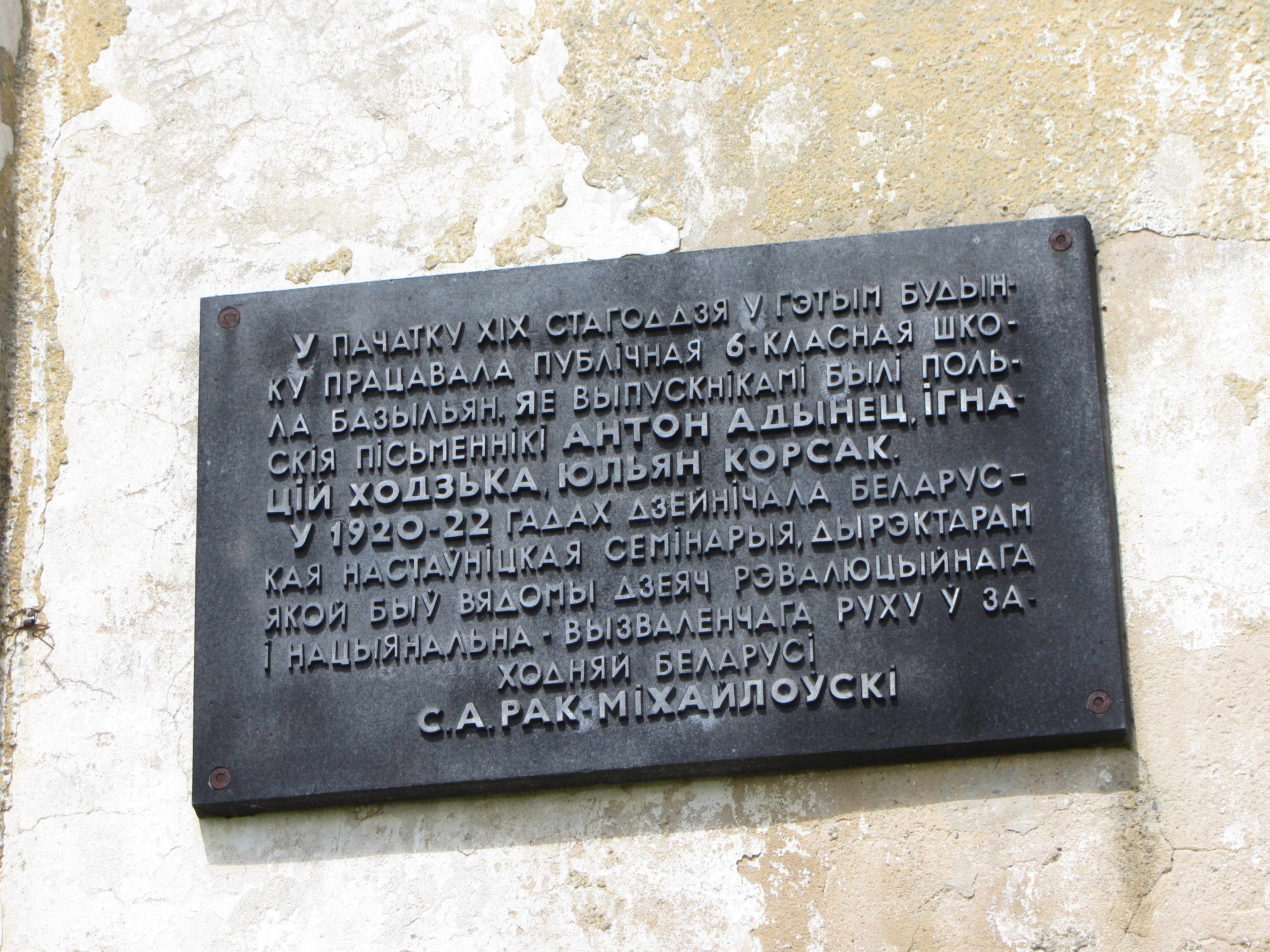
Пам'ятна дошка на монастирській стіні. 2014 р.

Згідно з даними краєзнавця Петра Бітеля, на межі XVI—XVII ст. в Борунах будувався дерев'яний костел (згорів недобудованим) і до кінця XVII ст. тут не було інших культових споруд.
У 1692 році зусиллями священика Миколи Песляка закладено унійну церкву в честь Появи Пресвятої Богородиці і заснований василіянський монастир. У 1700 році з містечка Вишнево «разом з майном і вчителем» сюди була переведена василіянська школа, яка спочатку була трирічною, а від 1780 року — шестирічною (проіснувала до 1833 року). У XIX ст. василіянська школа стала відомою завдяки своїм вихованцям, серед яких відомі письменники, друзі Адама Міцкевича — Антон Едвард Одинець та Ігнатій Ходько.

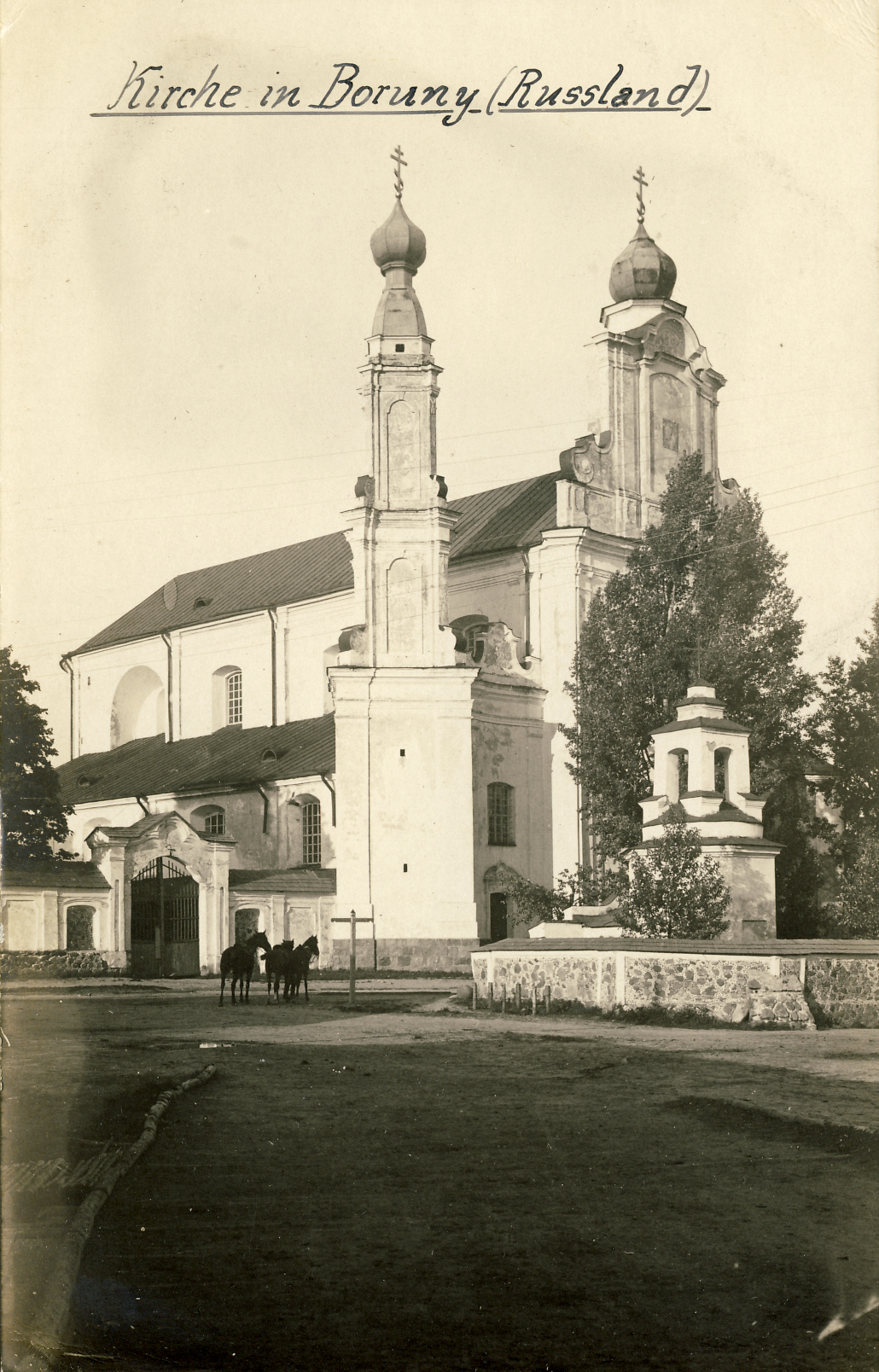
Храм після перебудови. 1916 р.

Василіяни привезли з собою чудотворну ікону Божої Матері і почали будувати кам'яну церкву, яка згоріла разом з усім містечком в 1707 році. Рішенням Варшавського сейму в 1710 році було виділено кошти на відновлення будівель, проте наступного року роботи припинені через мору напасть. Нова фонд в 1715 році надав митрополит Київський і Галицький Лев Кишка. Існуючий кам'яний храм побудований в 1747―1753 роках за проектом архітектора Олександра Осикевича. Для оформлення інтер'єру, яке тривало до 1770 року василіяни запрошували найкращих майстрів з Вільна і Мінська.
У 1778―1793 роках було зведено кам'яний двоповерховий монастирський корпус. У 1833 р переданий православним, з 1845 року в монастирі розміщувалася духовне училище. В результаті реконструкції XIX ст. набув рис класицизму.
Монастир перестав існувати самостійно в 1874 році і був приписаний до Віленського монастиря Святого Духа. 22 вересня 1881 року церква була стала православною Покрови Пресвятої Богородиці.
У 1920—1922 роках у колишньому монастирі діяла білоруська вчительська семінарія, директором якої був відомий діяч революційного і національно-визвольного руху Симон Рак-Михайловський. У 1922 році церква була переобладнана під костел Святих апостолів Петра і Павла.

## Архітектура

### Церква

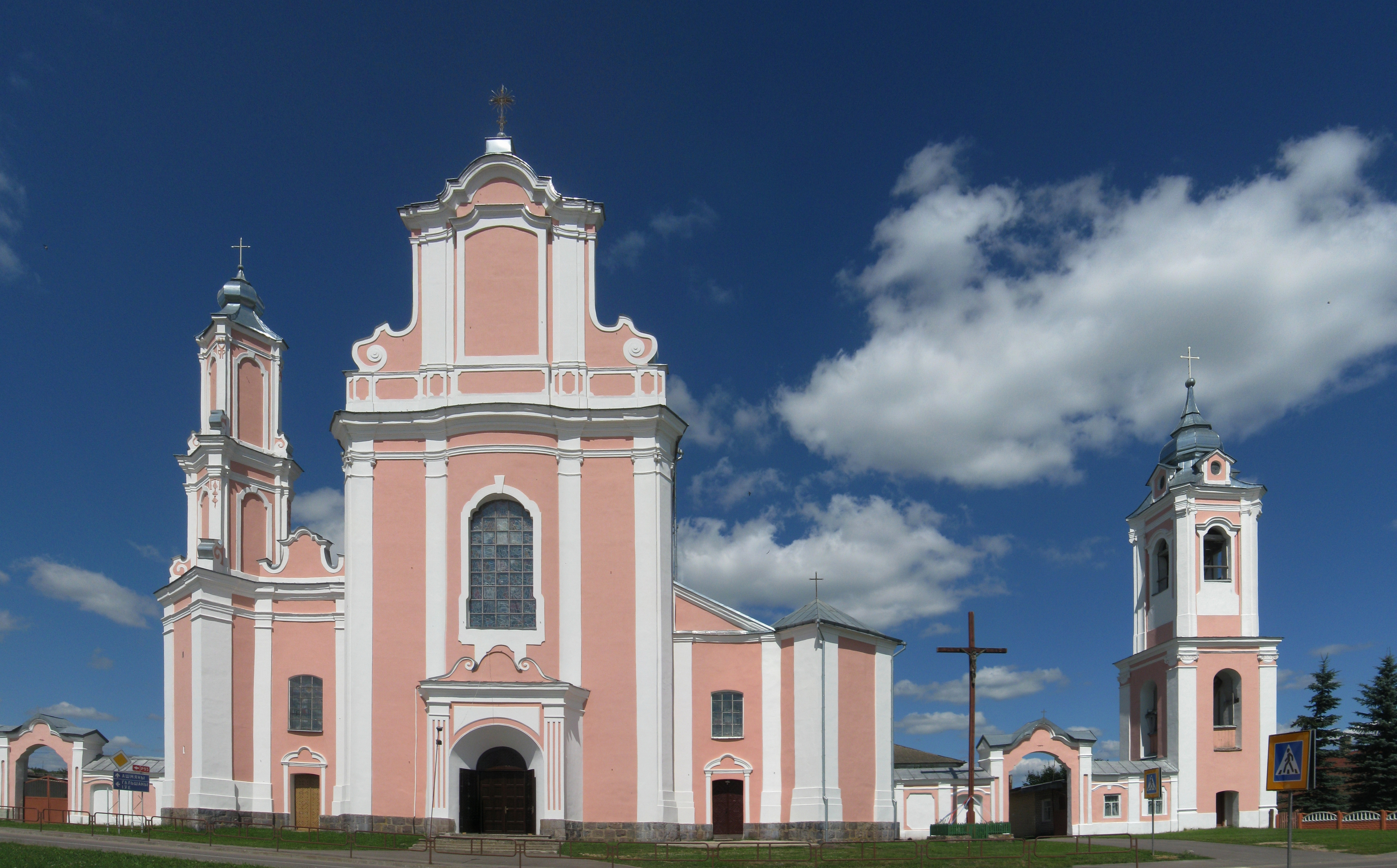
Головний фасад храму

Церква — це тринавна базиліка з компактним кафоліконом, який більш розвинений в ширину, ніж в глибину, і витягнутої вівтарної апсидою з великими захристіями по боках. Увага зодчого була звернена на створення чіткого художнього вигляду досить широкого головного фасаду. Щоб візуально зменшити його протяжність фасаду, він був розділений на окремі вертикальні частини. Центральна нава замикає ризаліт, завершений фігурним аттиковим фронтоном з масивними валютами.
На зовнішніх кутах бічних нав поставлені відносно невеликі четверикові вежі, діагональний розворот яких надає всьому фасаду хвилясту просторову структуру. Одна з веж має телескопічну триярусну будову, завершення другої не збереглося або взагалі не існувало, тому що поруч з нею, через ворота, окремо поставлена двоярусна вежа-дзвіниця. Таким чином вертикальний ритм фасаду набуває певну довільність і асиметрію, але не втрачає художньої гармонії.

#### Інтер'єр

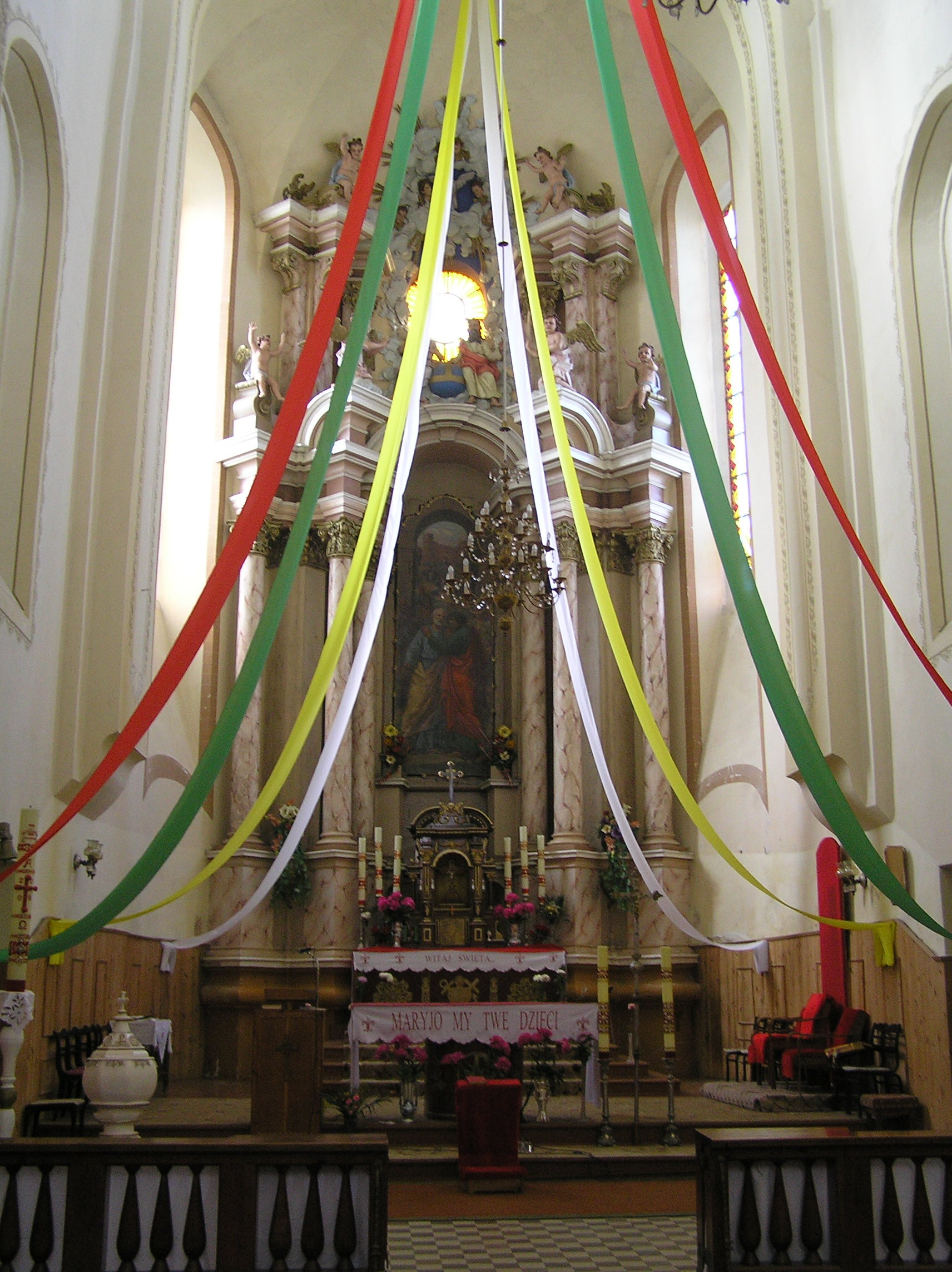
Головний вівтар

В інтер'єрі храму сім високохудожніх різьблених вівтарів, виконані різьбярем Фредеріком Квячуром, столярем Павлом Якавіцьким та ін., відома ікона Богоматері Барунської. В інтер'єрі центральна нава, апсида і захристії перекриті циліндричними склепіннями з розпалубками, бічні нави ― хрестовими, насиченими голосниками. Завершує потужну перспективу інтер'єру стукковий бароковий-рокайльний вівтар, вирішений у вигляді коринфської колонади з розірваним і інтенсивно крапованим антаблементом. Над ним розміщені чотири скульптури архангелів. Більш полегшена композиція другого ярусу вівтаря розгортається навколо круглого вікна-люкарни, фланкированої щипцем із зображенням Трійці, янголів і ліпною композицією «Глорія» в завершенні. Скульптурна стуккова обробка амвона має риси стилю рококо. Під храмом — крипта-усипальниця.

### Каплиця

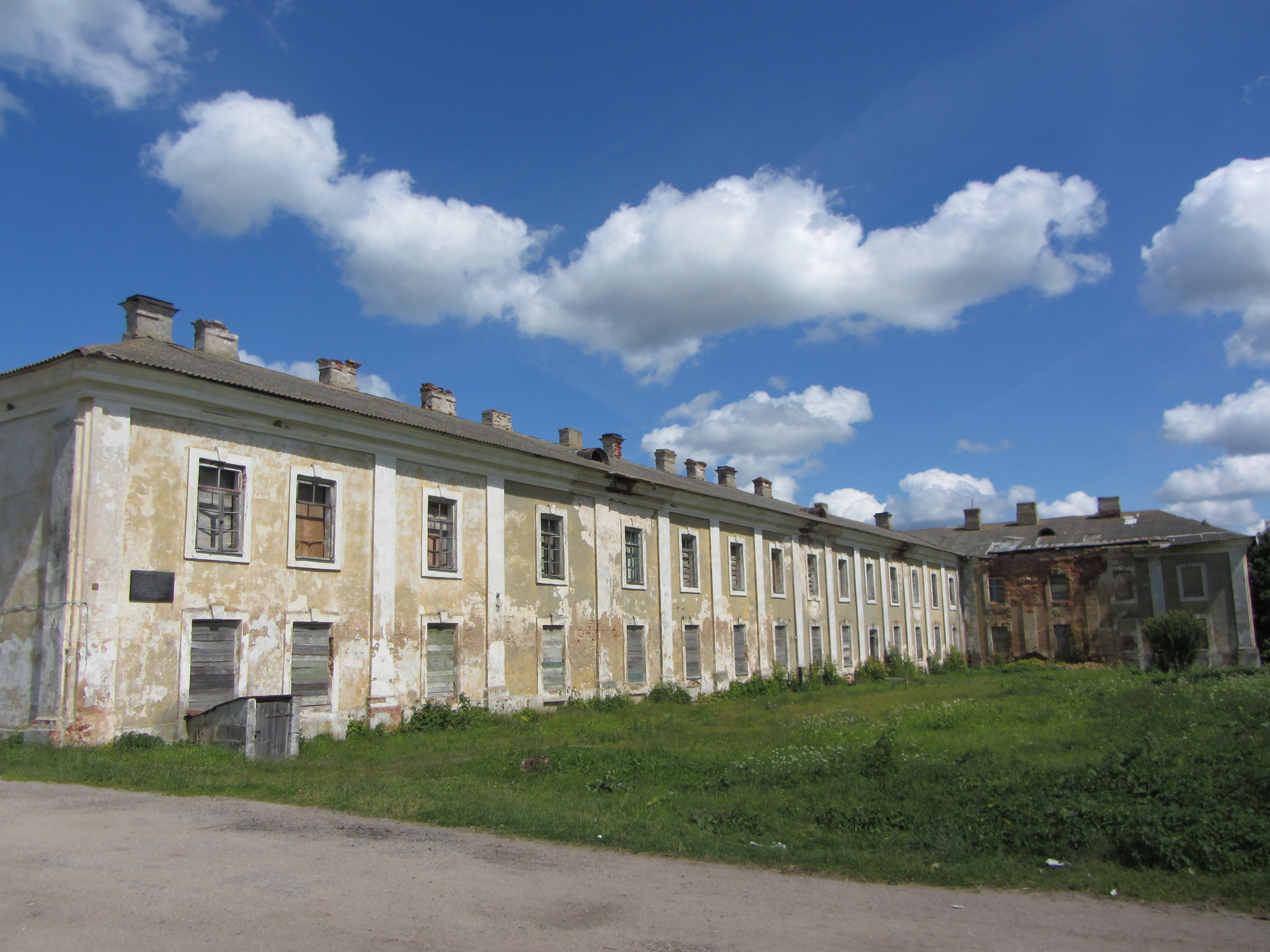
Монастирський корпус

Невелика двох'ярусна каплиця на восьмигранной основі, поставлена перед церквою, просторово розвиває ансамбль і включається в довільну гру вертикальних і горизонтальних ритмів. Другий ярус каплиці є наскрізною вежею з чотирма лучковими прорізами, під склепінням якої встановлена скульптура Христа. Споруда завершена невеликою двох'ярусною циліндричною вежею з хрестом над гранчастим шатровим дахом. Каплиця обнесена кам'яною огорожею з брамою. У цій «студентській» каплиці, згідно з мемуарами Ігнатія Ходька, зберігалася шкільна корогва, на якій на білому атласі з одного боку був вишитий образ Богоматері, покровительки школи, а з іншого — сніп збіжжя — емблема плодів наук, яку учні пояснювали по-своєму: «Учись, осел, добре — будеш мати хліб».

### Монастир
Двоповерховий кам'яний будинок має Т-подібну в плані композицію з регулярним ритмом фасадів, який створюють прямокутні віконні прорізи в простих плінтусах і лопатки в простінках. Перекриті циліндричними склепіннями з розпалубками помешкання, об'єднані галереями з ажурними хрестовими склепіннями.

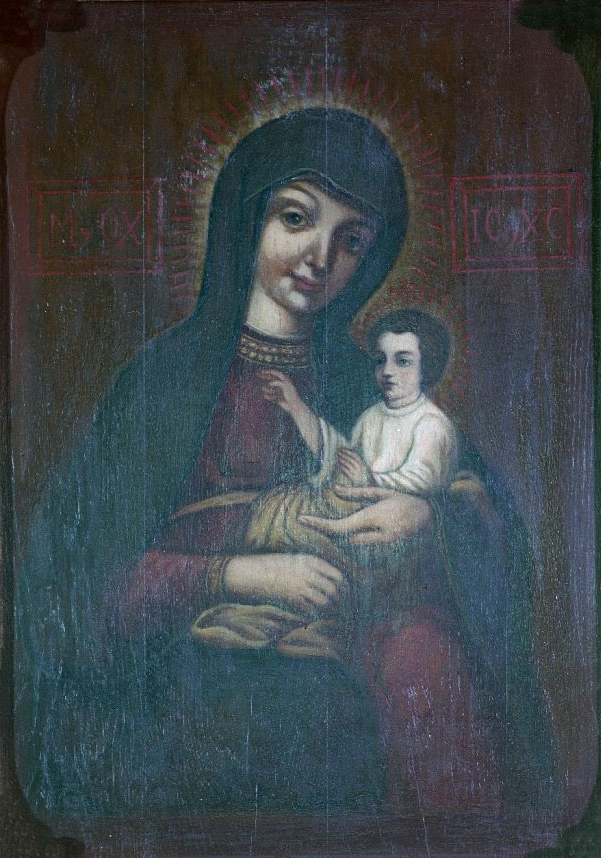
Борунська ікона Божої Матері

## Борунська ікона Божої Матері
У костелі почитається Борунська ікона Божої Матері (Потіха засмучених) невідомого художника. Спочатку ікона належала висиліянинові проповідникові і місіонерові отцю Йосафату Бражицу, який перед смертю (пом. 12 лютого 1683) передав її родичеві Миколі Песляку. У 1702 році василіяни, побоюючись наближення шведської армії, передали ікону Великому гетьману литовському Міхалу Вишневецькому до Воложина. До Борунів ікона повернулася в 1709 році. Перед скасуванням монастиря ікону передали М. Важинському, а повернена вона була до храму в 1922 році. В останню неділю 1991 року парафія в Борунах святкувала 300-річчя культу Барунської ікони Божої Матері, Потіхи всіх засмучених.